# Солдатик

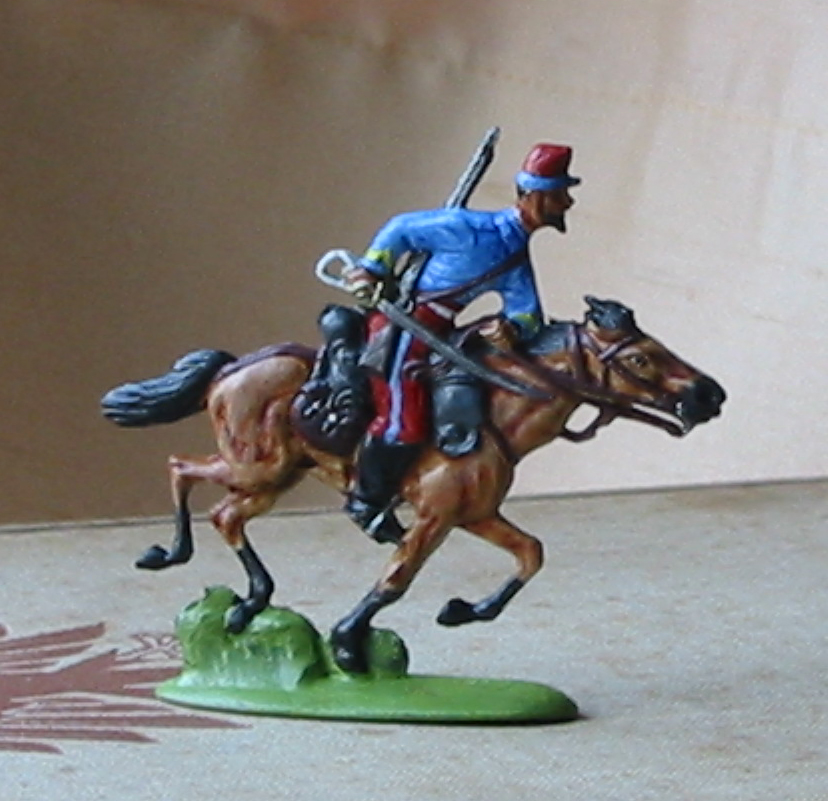
Солдатик, який зображає французького єгеря в Африці.

Солдатик, іграшковий солдат — мініатюрна фігурка, яка має вигляд воїна або мирного жителя, її використовують для гри в солдатики на підлозі або на столі. Термін застосовується для будь-яких іграшкових фігурок військових і цивільних з усіх епох, наприклад лицарів, ковбоїв, піратів та інші предмети, пов'язані з ними. Солдатики варіюються від простої іграшки до вельми реалістичних і деталізованих моделей. Звичайний розмір солдатиків — від дюйма (2,5 см) до 6-7 см. Більші фігурки та ляльки можуть також бути одягнені у військову форму, але вони не вважаються солдатиками.
Зазвичай за допомогою солдатиків грають у бойові дії (війни) чи проводять паради та маневри, тому солдатиків для гри повинно бути багато і грають у них в основному хлопчики. Однак спеціально для дівчаток випускалися набори не тільки військових, а й так званих цивільних серій, з такими ж за розміром, як солдатики, фігурками мирних жителів, тварин, різних предметів місцевості та будівель, урізноманітнюючи гру в солдатики мирними сценами.

## Історія
Найдавніші фігурки солдатів (близько 2000 року до н. е.) були знайдені в Стародавньому Єгипті, у могилі сина фараона Емсаха. Вони зображували легкоозброєного воїна нумідійської піхоти і солдата-єгиптянина в важких обладунках. Схожі солдатики існували в Стародавній Греції і Стародавньому Римі, де в розкопках вчені знаходили солдатиків, зроблених з каменю, дерева, бронзи. У національному музеї Англії зберігаються фігурки римських легіонерів, що датуються третім століттям нашої ери.
У середньовіччя солдатиків виготовляли для навчання лицарських дітей і юнаків мистецтву баталій: з їх допомогою почали моделювати на столі дії окремих бойових частин. Військова гра стала обов'язковим предметом при навчанні спадкоємців європейських престолів.

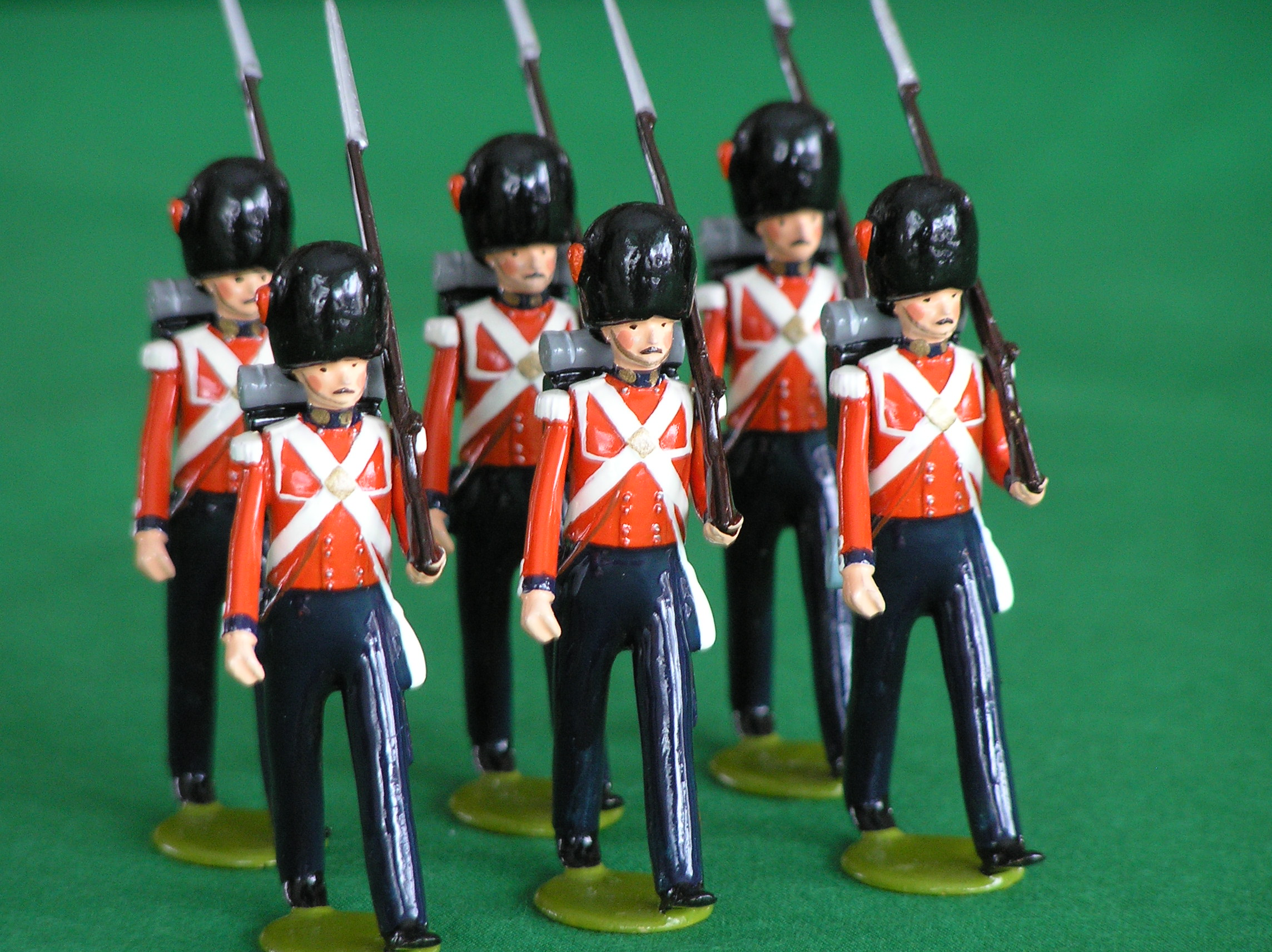
Британські солдатики

Олов'яний солдатик у сучасному вигляді з'явився близько 1730 року в Німеччині і був натхненний регулярною армією Фрідріха Великого. У 1819 році берлінський гравер Густав Зельке відкриває фабрику і виготовляє для короля плоскі фігурки солдатів всіх родів військ прусської армії. На початку XIX століття вже не тільки в Нюрнберзі, Фюрті та Аугсбурзі, але і в Берліні, Потсдамі, Лейпцизі, Фрайбурзі, Майсені, Дрездені та інших німецьких містах стали виникати «фабрики олов'яних фігур». Ернст Хайнріхссен запропонував випускати олов'яні фігурки однакового розміру (для піших 30 мм і 40 для кінних, не враховуючи головного убору) — так з'явився стандарт розмірів. Франція є батьківщиною об'ємних фігурок (що дозволяє їй внести свою лепту), і оскільки, роблячи фігурки такого розміру, можна з точністю відтворювати дрібні деталі одягу. «Золотою добою» історичної олов'яної мініатюри стала друга половина XIX століття. У 1893 р. Вільям Брітейн зробив революцію у виробництві солдатиків завдяки використанню порожніх форм, у результаті чого солдатики стали легшими та дешевшими.
Гра в солдатики була популяризована відомим письменником-фантастом Гербертом Уеллсом у 1913 р. в книзі Маленькі війни (англ. Little Wars). Бувши пацифістом, він сподівався, що, награвшись у солдатиків, майбутні діти не будуть настільки охоче брати участь у справжніх війнах.

## Солдатики в культурі

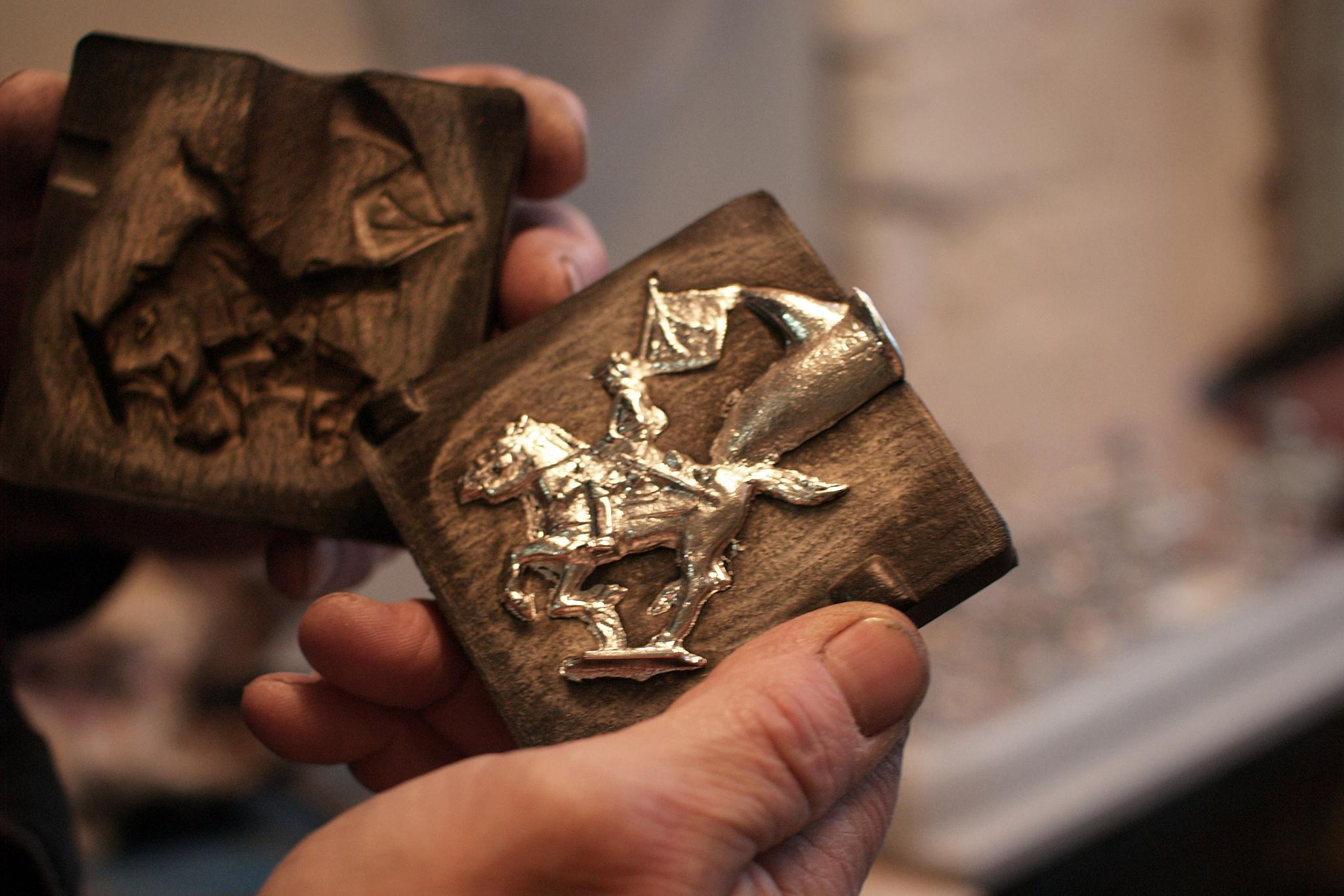
Олов’яний солдатик у формі після лиття

- Казка Г. К. Андерсена Непохитний олов'яний солдатик (1838).
- Іграшкові солдатики.
- Солдатики (фільм)
- В оповіданні Стівена Кінга «Поле бою» діють з незрозумілої причини ожилі солдатики.

Розвитком гри в солдатики можна вважати відеоігри (серія Army Men, Toy Soldiers).